# Sainte-Marguerite-de-Carrouges
Sainte-Marguerite-de-Carrouges é uma comuna francesa na região administrativa da Normandia, no departamento Orne. Estende-se por uma área de 8,78 km². Em 2010 a comuna tinha 226 habitantes (densidade: 25,7 hab./km²).